# Chelonus phaloniae
Chelonus phaloniae är en stekelart som beskrevs av Mason 1959. Chelonus phaloniae ingår i släktet Chelonus och familjen bracksteklar. Inga underarter finns listade i Catalogue of Life.